# مونوکلسیم فسفات
مونوکلسیم فسفات (به انگلیسی: Monocalcium phosphate) با فرمول شیمیایی CaH۴P۲O۸ یک ترکیب شیمیایی است. که جرم مولی آن ۲۳۴٫۰۵ g/mol می‌باشد. شکل ظاهری این ترکیب، پودر سفید است.